# ク・ビョンモ
ク・ビョンモ（具竝模、朝鮮語: 구병모、1976年 - ）は、韓国の女性小説家。本名はチョン・ユギョン（정유경）。

## 経歴
ソウル生まれ。慶熙大学校国語国文学科卒業。編集者を経て、2008年、長編小説『ウィザード・ベーカリー』でチャンビ青少年文学賞を受賞し、作家活動を始める。
ほかに長編小説『一さじの時間』『えら』『破果』『バード・ストライク』、短編集に『それが私だけではないことを』（今日の作家賞、ファン・スンウォン新進文学賞受賞）、『赤い靴党』『ただ一つの文章』など。
リアリズム小説、SF、ファンタジーなど、ジャンルを超越した多彩な作品を発表し続けている。
『破果』はミン・ギュドン監督によって2025年に映画化された。

## 邦訳作品

### 単行本
- 『四隣人の食卓』小山内園子訳、書肆侃侃房、韓国女性文学シリーズ、2019年10月
- 『破果』小山内園子 訳、岩波書店、2022年12月
- 『破砕』小山内園子 訳、岩波書店、2024年6月

### アンソロジー
- 「ハルピュイアと祭りの夜」in『ヒョンナムオッパヘ:韓国フェミニズム小説集』白水社、2019年2月